# Bundesstraße 408
De Bundesstraße 408 (kortweg B408) is een Duitse weg tussen de Nederlandse grens en Haren. Met 18 kilometer is het een van de kortste Bundesstraßen van Duitsland. Bij de grens gaat de B408 over in de N366. Bij Haren eindigt de weg op de Bundesstraße 70.
Plaatsen aan de B408:
- Rütenbrock
- Haren

## Geschiedenis
De huidige B408 was vroeger onderdeel van de B402, deze werd eind jaren 80 na de opening van de rondweg ten noorden van Meppen over een nieuw tracé naar de Nederlandse grens bij Schöninghsdorf. Het nummer B408 was in de jaren 60 in gebruik voor de weg tussen Kaisersesch en Wittlich tot deze werd omgebouwd tot autosnelweg A48.
B1 · B3 · B3n · B4 · B5 · B6 · B6n · B27 · B51 · B61 · B64 · B65 · B68 · B69 · B70 · B71 · B72 · B73 · B74 · B74n · B75 · B79 · B80 · B82 · B83 · B188 · B190n · B191 · B195 · B207 · B209 · B210 · B211 · B212 · B213 · B214 · B215 · B216 · B217 · B218 · B238 · B239 · B240 · B241 · B242 · B243 · B243a · B244 · B245a · B247 · B248 · B322 · B401 · B402 · B403 · B404 · B408 · B431 · B433 · B434 · B435 · B436 · B437 · B438 · B439 · B440 · B441 · B442 · B443 · B444 · B445 · B446 · B447 · B461 · B475 · B482 · B490 · B493 · B494 · B495 · B496 · B497 · B524 · B530